# Nabopolassar
Nabopolassar, född ca 658 f.Kr., död 605 f.Kr., var en ledare som kom till makten i Babylon 625 f.Kr. Tillsammans med mederna inledde han ett årtionde senare ett anfall mot Assyrien vilket slutade med Nineves fall år 612 f.Kr. och att de sista resterna av assyriskt motstånd slogs ned i Harran år 609 f.Kr. Detta ledde till att det assyriska riket upplöstes och Assyriens besittningar i Syrien och Palestina tillföll Babylonien. På grund av kaldéernas maktställning i Babylonien kom detta land att benämnas Kaldeen och dess invånare i allmänhet kaldéer. Efter Nabopolassars död 605 f.Kr. blev hans son Nebukadnessar II kung av Babylonien.

## Militära aktiviteter och livsverk
Nabopolassar revolterade mot den assyriska riket (som hade härskat över Babylon under de senaste 200 åren) efter den sista regerande assyriska kungen, Ashurbanipals död och besteg tronen i Babylon 626 f.Kr.
Under Nabopolassars regeringstid kom en kraftig uppgång av neobabyloniska byggprojekt som skulle fortsätta under regeringstiden för hans son, Nebukadnessar II. Tempel och ziqqurater reparerades eller byggas i nästan alla de gamla dynastiska städerna, medan Babylon själv förstorades och omgavs av en dubbel ringmur eller linje av befästning, bestående av fästningvallar med torn och vallgravar. Det första omnämnandet av Nebukadnessar II kommer från berättelser över Nabopolassar, som tillskrev honom återställandet av templet Marduk.
Assyrien, försvagat av inre stridigheter och ineffektiv styrning efter Ashurbanipals död, kunde inte motstå alliansen av kaldéerna och mederna, som förenades för att avveckla den assyriska huvudstaden Nineve 612 f.Kr. Efter en långvarig belägring vid slaget vid Nineve, tog Nabopolassar kontroll över staden. År 609 f.Kr. intog Nabopolassar den assyriska staden Harran, dit assyriska styrkor hade retirerat efter kapitulationen i Nineve. Från 610 f.Kr. fram till sin död kämpade Nabopolassar också mot egyptierna, som var allierade med Assyrien.
En bokrulle funnen 1921 i Bagdad hänför Irak sig Nabopolassar. Han beskrivs där som extremt from, och att han "sökt upp templen ... och helt fullgjort dess riter." Han tillskriver sin framgång till Shazu (ett av namnen som är förknippade med Marduk). Genom inskriften, beskriver Nabopolassar några av sina största militära erövringar och överlämnar sig till Marduk och andra gudar.
När hans styrkor hade besegrat assyrierna, överlämnade Nabopolassar sin tron till Nebukadnessar. År 605 f.Kr. bekämpade denne Farao Neko II av Egypten och resterna av den assyriska armén i Slaget vid Karkemish. Inom några månader efter hans abdikation 605 f.Kr. dog Nabopolassar en naturlig död vid cirka 53 års ålder, och Nebukadnessar II skyndade till Babylon för att säkra tronen.